# Holcencyrtus gordhi
Holcencyrtus gordhi is een vliesvleugelig insect uit de familie Encyrtidae. De wetenschappelijke naam is voor het eerst geldig gepubliceerd in 1995 door Trjapitzin & Trjapitzin.